# Puchar Świata w Rugby 2023 (składy)

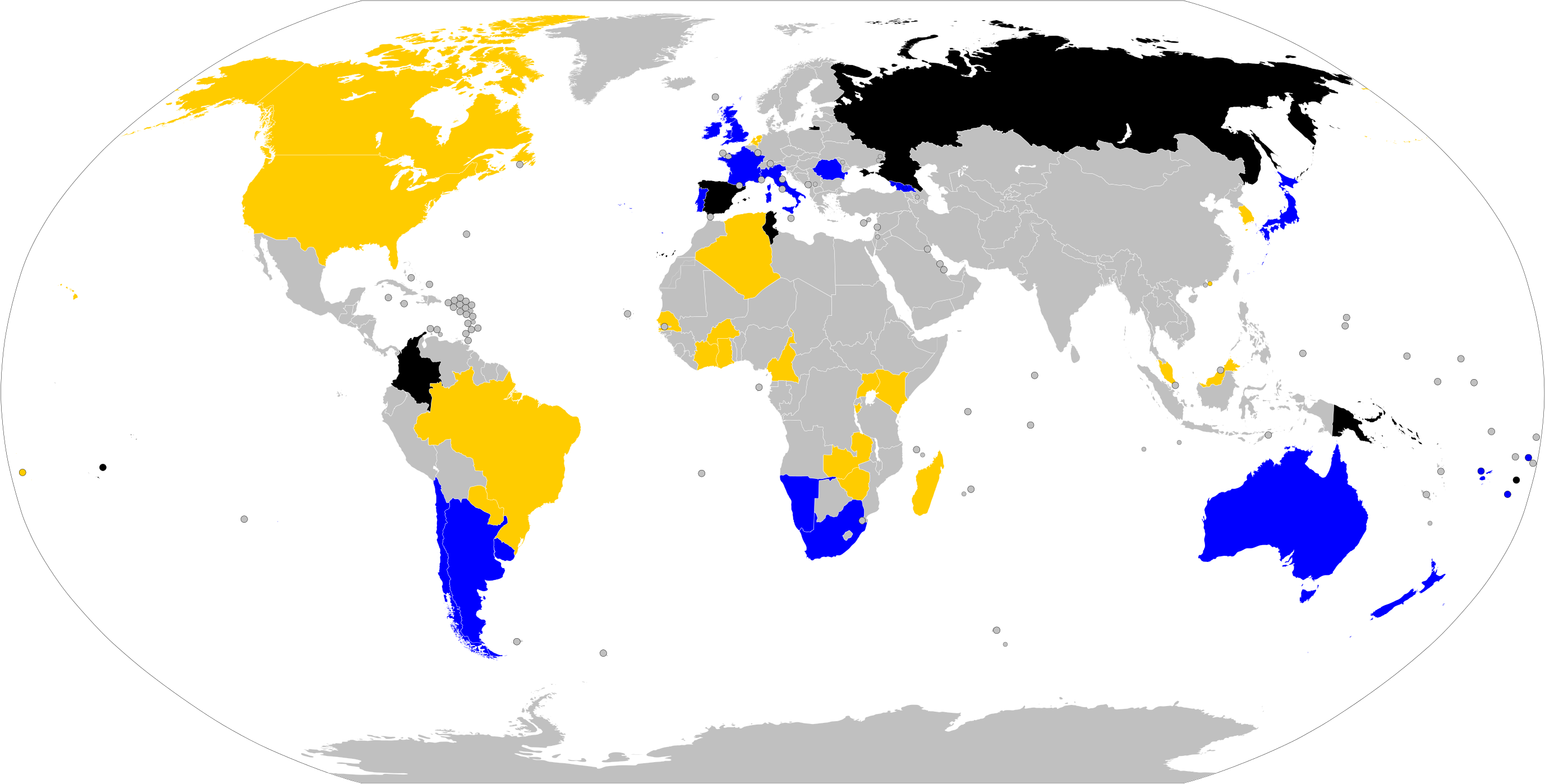
Uczestnicy Pucharu Świata 2023

Artykuł grupuje składy reprezentacji na Puchar Świata w Rugby 2023, który odbył się we Francji w dniach 8 września – 28 października 2023 roku.
Każda reprezentacja uczestnicząca w turnieju mogła wystawić drużynę składającą się z trzydziestu trzech zawodników. Termin przesyłania składów do World Rugby upływał 28 sierpnia 2023 roku. Po tym terminie zgłoszony gracz mógł być zastąpiony za zgodą World Rugby jedynie w przypadku kontuzji. Raz zastąpiony zawodnik nie mógł ponownie zagrać w turnieju, a zastępujący go gracz uprawniony był do wzięcia udziału w meczu po upływie 48 godzin.

## Grupa A

### Francja
Trener Fabien Galthié ogłosił trzydziestotrzyosobowy skład 21 sierpnia 2023 roku. Jeszcze przed turniejem Paul Willemse został zastąpiony przez Bastiena Chalureau

### Namibia
Trener Allister Coetzee ogłosił trzydziestotrzyosobowy skład 22 sierpnia 2023 roku. Jeszcze przed turniejem Chad Plato został zastąpiony przez Helariusa Kistinga, zaś w jego trakcie z powodu urazu Lloyd Jacobs zastąpił Le Roux Malana.

### Nowa Zelandia
Trener Ian Foster ogłosił trzydziestotrzyosobowy skład 7 sierpnia 2023 roku. Z powodu niedoleczonej kontuzji Emoni Narawa został zastąpiony przez Ethana Blackaddera.

### Urugwaj
Trener Esteban Meneses ogłosił trzydziestotrzyosobowy skład 21 sierpnia 2023 roku.

### Włochy
Trener Kieran Crowley ogłosił trzydziestotrzyosobowy skład 22 sierpnia 2023 roku. W trakcie turnieju z powodu kontuzji Luca Bigi został zastąpiony przez Marco Manfrediego

## Grupa B

### Irlandia
Trener Andy Farrell ogłosił trzydziestotrzyosobowy skład 27 sierpnia 2023 roku.

### Południowa Afryka
Trener Jacques Nienaber ogłosił trzydziestotrzyosobowy skład 8 sierpnia 2023 roku. W trakcie turnieju z powodu kontuzji zostali wyeliminowani młynarz Malcolm Marx i skrzydłowy Makazole Mapimpi, których zastąpili odpowiednio łącznik ataku Handré Pollard i środkowy Lukhanyo Am.

### Rumunia
Trener Eugen Apjok ogłosił trzydziestotrzyosobowy skład 16 sierpnia 2023 roku. Jeszcze przed turniejem Mihai Macovei, Mihai Mureșan i Paul Popoaia zostali zastąpieni przez André Gorina, Sioeli Lama i Taliauli Sikuea, zaś w jego trakcie z powodu odniesionych kontuzji Gabriel Pop, Taylor Gontineac i Hinckley Vaovasa zostali zastąpieni przez Luca Nichiteana, Mihai Graure i Alexandru Bucura.

### Szkocja
Trener Gregor Townsend ogłosił trzydziestotrzyosobowy skład 16 sierpnia 2023 roku. Z uwagi na wstrząśnienie mózgu Dave Cherry został zastąpiony przez Stuarta McInally'ego, którego po kontuzji z kolei zastąpił Johnny Matthews.

### Tonga
Trener Toutai Kefu ogłosił trzydziestotrzyosobowy skład 21 sierpnia 2023 roku. Z uwagi na kontuzje dokonał następnie czterech zmian: Feao Fotuaika i Otumaka Mausia zostali zastąpieni przez Siate Tokolahi i Patricka Pellegrini, Solomone Funaki przez Penitoa Finau i Siua Maile przez Sione Anga'aelangi

## Grupa C

### Australia
Trener Eddie Jones ogłosił trzydziestotrzyosobowy skład 10 sierpnia 2023 roku. Z uwagi na uraz kości strzałkowej skład opuścił podczas turnieju Max Jorgensen.

### Fidżi
Trener Simon Raiwalui ogłosił trzydziestotrzyosobowy skład 8 sierpnia 2023 roku. Jeszcze przed turniejem Caleb Muntz został zastąpiony przez Vilimoni Botitu, zaś w jego trakcie Jone Koroiduadua przez Emosi Tuqiri, a Temo Mayanavanua przez Api Ratuniyarawa.

### Gruzja
Trener Lewan Maisaszwili ogłosił trzydziestotrzyosobowy skład 28 sierpnia 2023 roku. W trakcie turnieju Luka Dżaparidze i Beka Gorgadze zostali zastąpieni przez Irakli Aptsiauri i Otari Giorgadze, zaś po meczu z Fidżi kontuzjowani Lasha Dżaiani, Tengiz Zamtaradze i Mirian Modebadze przez Micheil Babunaszwili, Wano Karkadze i Otari Laszchi.

### Portugalia
Trener Patrice Lagisquet ogłosił trzydziestotrzyosobowy skład 28 sierpnia 2023 roku.

### Walia
Trener Warren Gatland ogłosił trzydziestotrzyosobowy skład 21 sierpnia 2023 roku. W trakcie turnieju z uwagi na złamanie ręki Taulupe Faletau został zastąpiony przez Kierana Hardy'ego.

## Grupa D

### Anglia
Trener Steve Borthwick ogłosił trzydziestotrzyosobowy skład 7 sierpnia 2023 roku. Jeszcze przed turniejem Jack van Poortvliet został zastąpiony przez Alexa Mitchella, a Anthony Watson przez Jonny’ego Maya, w trakcie turnieju zaś Sam Underhill zastąpił kontuzjowanego Jacka Willisa.

### Argentyna
Trener Michael Cheika ogłosił trzydziestotrzyosobowy skład 7 sierpnia 2023 roku. Jeszcze przed przybyciem do Francji Santiago Grondona i Nahuel Tetaz Chaparro zostali zastąpieni przez Joaquína Oviedo i Mayco Vivasa, w trakcie turnieju zaś Pablo Matera przez Lucasa Paulosa.

### Chile
Trener Pablo Lemoine ogłosił trzydziestotrzyosobowy skład 14 sierpnia 2023 roku. Jeszcze przed turniejem Cristóbal Game Jiménez zastąpił Nicolása Garafulica.

### Japonia
Trener Jamie Joseph ogłosił wstępny trzydziestoosobowy skład 15 sierpnia 2023 roku, zaś trzy dni później wymienił jednego i wskazał pozostałych trzech zawodników, a ostateczny skład skrystalizował się 28 sierpnia. W trakcie turnieju wskutek kontuzji Semisi Masirewa został zastąpiony przez Ryohei Yamanaka.

### Samoa
Trener Seilala Mapusua ogłosił trzydziestotrzyosobowy skład 6 sierpnia 2023 roku. W trakcie turnieju Ray Niuia zastąpił Luteru Tolai.